# Hully gully in 10/Sul cucuzzolo
Hully gully in 10/Sul cucuzzolo è un 45 giri di Edoardo Vianello e I Flippers pubblicato in Italia nel 1963.

## Descrizione
Il testo di Hully gully in 10 è di Franco Migliacci. Invece Sul cucuzzolo  è una canzone scritta da Edoardo Vianello e Carlo Rossi per Rita Pavone, e incisa da Edoardo Vianello insieme a I Flippers in un secondo momento.
Gli arrangiamenti sono curati da Ennio Morricone.
Esiste anche la versione, del 1964, cantata da Lucia Cavallari e gli Enigmisti (Nuova Enigmistica Tascabile, N. 489).

## Tracce
LATO A
1. Hully gully in 10 – 2:57 (testo: Franco Migliacci – musica: Edoardo Vianello, tradizionale)

LATO B
1. Sul cucuzzolo – 1:47 (testo: Carlo Rossi – musica: Edoardo Vianello)